# Ergebnisse der Volksabstimmung in Schleswig 1920

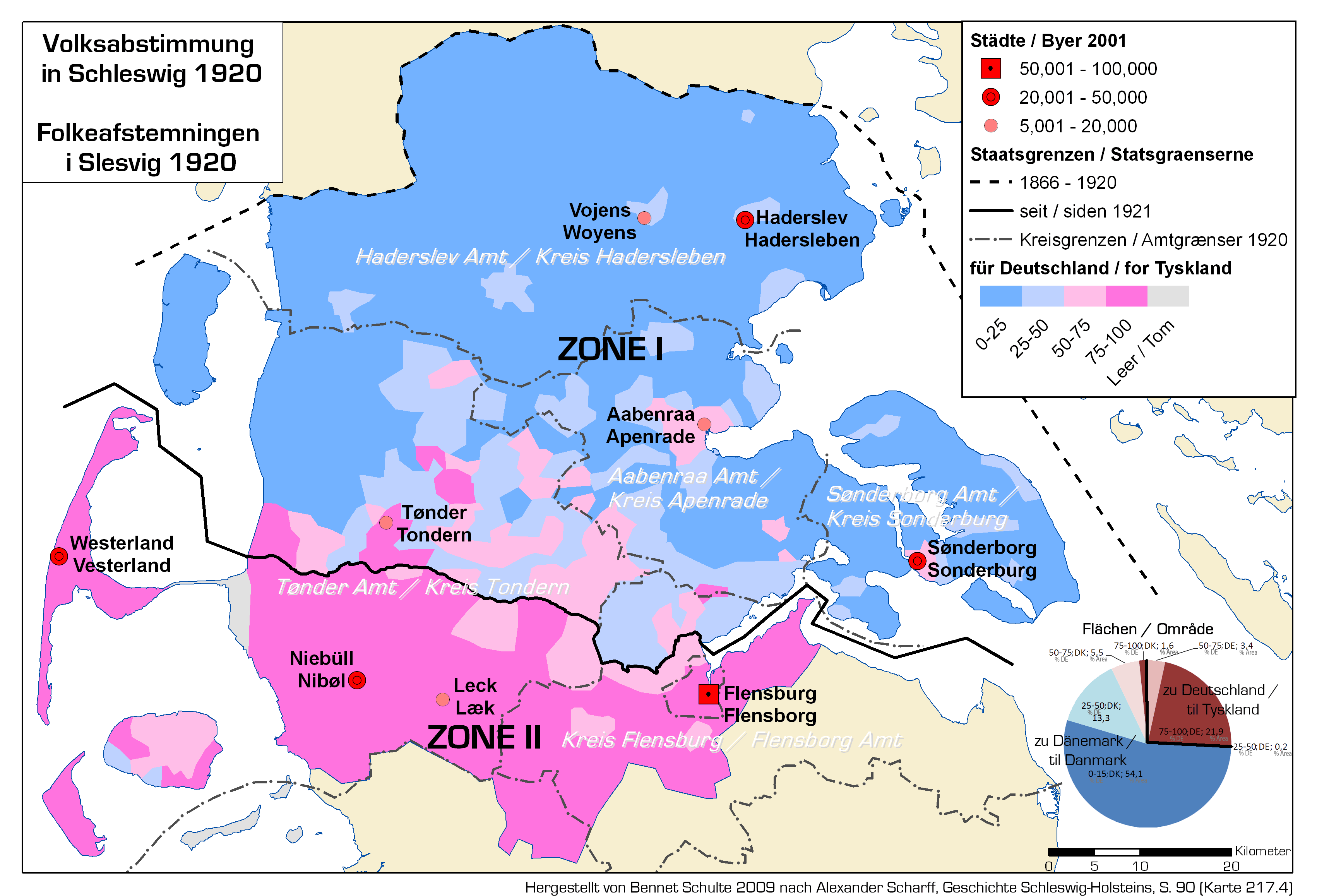
Abstimmungsergebnis in der ersten und zweiten Zone

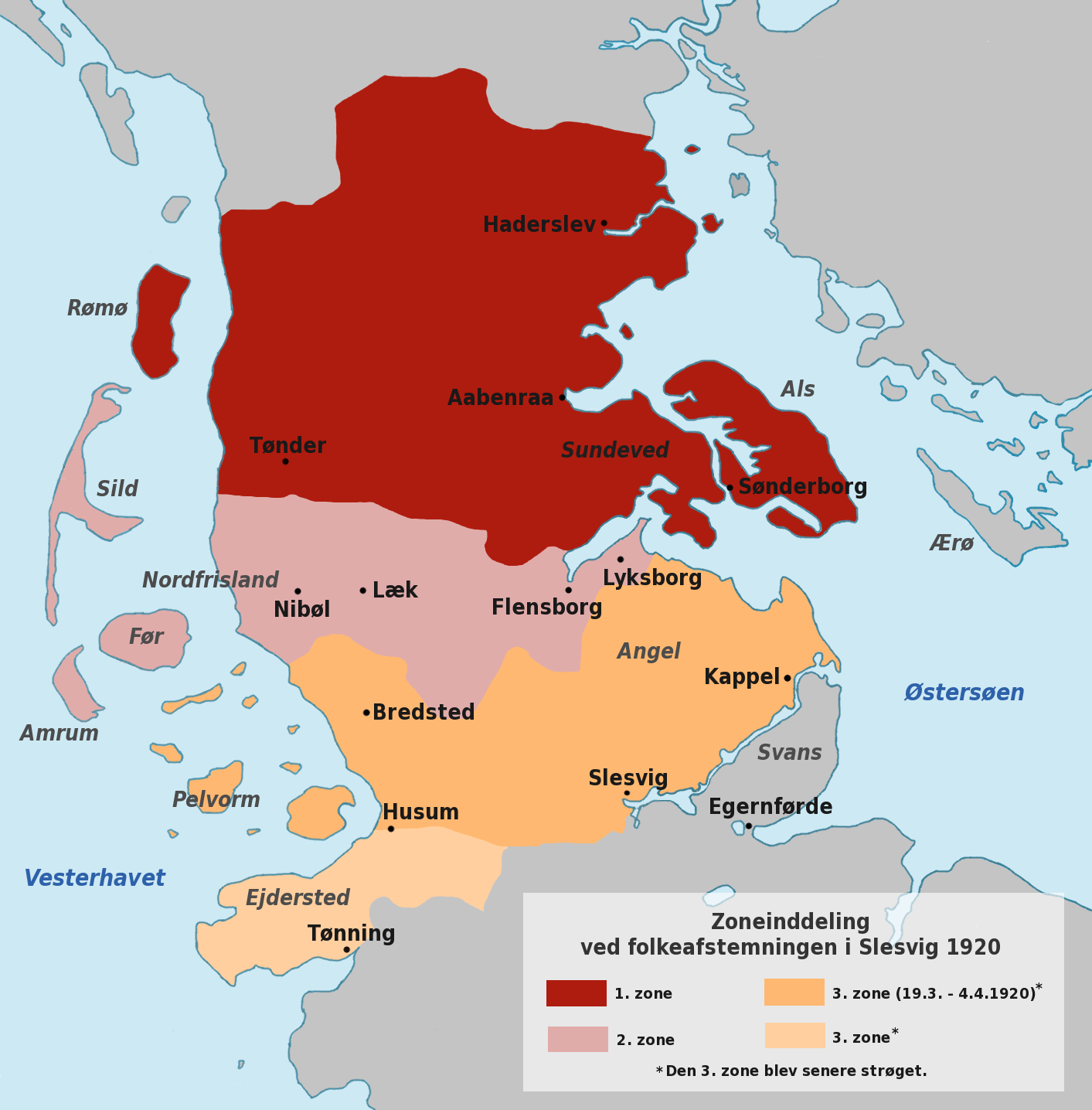
Einteilung der Zonen, die dritte Zone im südlichen Schleswig wurde später wieder gestrichen

Der am 16. Juli 1919 von Deutschland ratifizierte Friedensvertrag von Versailles sah nach den Artikeln 109–114 vor, die Grenzfrage zwischen Dänemark und Deutschland durch eine Volksabstimmung im Landesteil Schleswig (Sønderjylland) zu lösen. Das Abstimmungsgebiet umfasste die nördlichen Landkreise der preußischen Provinz Schleswig-Holstein, die Landkreise Hadersleben, Tondern, Apenrade, Sonderburg, Flensburg, die Stadt Flensburg und einen kleinen Teil des Landkreises Husum. Das Abstimmungsgebiet wurde in zwei Zonen unterteilt, deren Grenze die sogenannte Clausen-Linie bildete. Das war eine Grenzlinie, die der dänische Geograph und Bevölkerungsstatistiker Hans Victor Clausen 1891 als anzustrebende Grenze zwischen Deutschland und Dänemark vorgeschlagen hatte. Dadurch wurden Teile der Kreise Tondern und Flensburg auf beide Abstimmungszonen aufgeteilt. Die Kreise Hadersleben, Apenrade, Sonderburg und die Nordteile der Kreise Tondern und Flensburg bildeten die Zone 1. Die Stadt Flensburg, das Teilgebiet des Kreises Husum und die Südteile der Kreise Flensburg und Tondern bildeten die 2. Zone.
Die Abstimmung in der ersten Zone fand am 10. Februar 1920 statt. Die Abstimmung in der zweiten Zone folgte aufgrund der Mehrheit für Dänemark in Zone 1 am 14. März 1920.
Die Orte oder Kirchspiele sind hier möglichst mit ihrer deutschen Bezeichnung wiedergegeben, die dänische Bezeichnung ist in Klammern ergänzt.

## Überblick

### Ergebnisse nach Abstimmungszonen
| Zone | Zone   | Wahlberechtigte | Wahlbeteiligung | ungültige Stimmen | Stimmen für Deutschland | Stimmen für Deutschland | Stimmen für Dänemark | Stimmen für Dänemark |
| Zone | Zone   | Wahlberechtigte | Wahlbeteiligung | ungültige Stimmen | Stimmen                 | in Prozent              | Stimmen              | in Prozent           |
| ---- | ------ | --------------- | --------------- | ----------------- | ----------------------- | ----------------------- | -------------------- | -------------------- |
|      | Zone 1 | 112.515         | 90 %            | 640               | 25.329                  | 24,97 % 1               | 75.431               | 74,38 %              |
|      | Zone 2 | 71.094          | 90,75 %         | n. a. 2           | 51.724                  | 80,2 %                  | 12.800               | 19,8 %               |

Fußnoten

### Ergebnisse nach Landkreisen
| Landkreis | Landkreis                              | Wahlberechtigte | Wahlbeteiligung | ungültige Stimmen | Stimmen für Deutschland | Stimmen für Deutschland | Stimmen für Dänemark | Stimmen für Dänemark |
| Landkreis | Landkreis                              | Wahlberechtigte | Wahlbeteiligung | ungültige Stimmen | Stimmen                 | Prozent                 | Stimmen              | Prozent              |
| --------- | -------------------------------------- | --------------- | --------------- | ----------------- | ----------------------- | ----------------------- | -------------------- | -------------------- |
|           | Hadersleben (Haderslev)                | 46.477          | 89 %            | 324               | 6.585                   | 15,8 %                  | 34.653               | 83,8 %               |
|           | Apenrade (Aabenraa)                    | 21.025          | 89 %            | 82                | 6030                    | 32,2 %                  | 12653                | 67,7 %               |
|           | Sonderburg (Sønderborg)                | 24374           | 92 %            | 141               | 5083                    | 22,8 %                  | 17100                | 76,6 %               |
|           | Tondern Gesamt (Tønder)                | 40964           | 90 %            | n. a.             | 24366                   | 65,8 %                  | 12599                | 33,7 %               |
|           | Tondern-Nord (Tønder Nord)             | 19208           | 91 %            | 90                | 7083                    | 40,7 %                  | 10223                | 58,8 %               |
|           | Tondern-Süd (Tønder Syd)               | 21756           | 90 %            | n. a.             | 17283                   | 87,9 %                  | 2376                 | 12,1 %               |
|           | Flensburg-Land Gesamt (Flensborg Land) | 10272           | 92 %            | n. a.             | 7236                    | 76,6 %                  | 2207                 | 23,4 %               |
|           | Flensburg-Nord (Flensbog Nord)         | 1431            | 95 %            | 3                 | 548                     | 40,5 %                  | 802                  | 59,3 %               |
|           | Flensburg-Süd (Flensbog Syd)           | 8842            | 92 %            | n. a.             | 6688                    | 82,6 %                  | 1405                 | 17,4 %               |
|           | Flensburg (Flensborg)                  | 39688           | 90,8 %          | n. a.             | 27081                   | 75,2 %                  | 8944                 | 24,8 %               |
|           | Husum (Teil)                           | 808             | 92 %            | n. a.             | 672                     | 90 %                    | 75                   | 10 %                 |

## Ergebnisse nach Kirchspielen

### Zone I

#### Hadersleben
| Kirchspiel | Kirchspiel                          | Einwohner 1910 | Wahlberechtigte | ungültige Stimmen | Stimmen für Deutschland | Stimmen für Deutschland | Stimmen für Dänemark | Stimmen für Dänemark |
| Kirchspiel | Kirchspiel                          | Einwohner 1910 | Wahlberechtigte | ungültige Stimmen | Stimmen                 | Prozent                 | Stimmen              | Prozent              |
| ---------- | ----------------------------------- | -------------- | --------------- | ----------------- | ----------------------- | ----------------------- | -------------------- | -------------------- |
|            | Hadersleben (Haderslev)             | 13278          | 9574            | 113               | 3275                    | 38 %                    | 5209                 | 60,59 %              |
|            | Alt-Hadersleben (Gammel Haderslev)  | 342            | 243             | 3                 | 11                      | 5 %                     | 196                  | 93 %                 |
|            | Hammeleff (Hammelev)                | 1228           | 862             | 5                 | 65                      | 8 %                     | 735                  | 91 %                 |
|            | Wittstedt (Vedsted)                 | 1704           | 1162            | 5                 | 105                     | 10 %                    | 954                  | 90 %                 |
|            | Hoptrup                             | 1883           | 1222            | 2                 | 162                     | 15 %                    | 937                  | 85 %                 |
|            | Wilstrup (Vilstrup)                 | 996            | 672             | 1                 | 159                     | 27 %                    | 431                  | 73 %                 |
|            | Starup                              | 682            | 415             | 1                 | 42                      | 11 %                    | 346                  | 89 %                 |
|            | Grarup                              | 188            | 167             | -                 | 6                       | 4 %                     | 149                  | 96 %                 |
|            | Halk                                | 1120           | 658             | 5                 | 67                      | 11 %                    | 531                  | 88 %                 |
|            | Oesby (Øsby)                        | 1773           | 1407            | 14                | 111                     | 8 %                     | 1183                 | 91 %                 |
|            | Wonsbeck (Vonsbæk)                  | 676            | 491             | 2                 | 26                      | 6 %                     | 426                  | 94 %                 |
|            | Aastrup (Åstrup)                    | 704            | 501             | 4                 | 50                      | 11 %                    | 397                  | 88 %                 |
|            | Moltrup                             | 875            | 336             | -                 | 14                      | 5 %                     | 294                  | 95 %                 |
|            | Bjerning                            | 391            | 284             | -                 | 20                      | 8 %                     | 232                  | 92 %                 |
|            | Fjelstrup                           | 1294           | 901             | -                 | 53                      | 6 %                     | 809                  | 94 %                 |
|            | Aller                               | 579            | 501             | -                 | 48                      | 10 %                    | 428                  | 90 %                 |
|            | Christiansfeld                      | 640            | 414             | 4                 | 124                     | 33 %                    | 247                  | 66 %                 |
|            | Tyrstrup                            | 1825           | 1482            | 4                 | 101                     | 7 %                     | 1266                 | 92 %                 |
|            | Hjerndrup                           | 382            | 294             | 4                 | 25                      | 9 %                     | 241                  | 89 %                 |
|            | Maugstrup                           | 677            | 513             | 4                 | 22                      | 5 %                     | 447                  | 94,5 %               |
|            | Frörup (Frørup)                     | 312            | 326             | 2                 | 41                      | 14 %                    | 249                  | 85 %                 |
|            | Stepping                            | 1053           | 784             | 4                 | 32                      | 4 %                     | 690                  | 95 %                 |
|            | Sommerstedt (Sommersted)            | 1403           | 956             | 6                 | 144                     | 17 %                    | 704                  | 82 %                 |
|            | Oxenwatt (Oksenvad)                 | 779            | 566             | -                 | 79                      | 15 %                    | 437                  | 85 %                 |
|            | Jägerup (Jegerup)                   | 1279           | 899             | 7                 | 231                     | 28 %                    | 589                  | 71 %                 |
|            | Skrydstrup                          | 650            | 430             | 3                 | 27                      | 7 %                     | 366                  | 92 %                 |
|            | Nustrup                             | 1456           | 986             | 7                 | 63                      | 7 %                     | 859                  | 92 %                 |
|            | Jels                                | 1463           | 1070            | 6                 | 147                     | 16 %                    | 788                  | 84 %                 |
|            | Schottburg (Skodborg)               | 1486           | 1269            | 7                 | 110                     | 9 %                     | 1046                 | 90 %                 |
|            | Skrave                              | 724            | 553             | 3                 | 29                      | 6 %                     | 491                  | 94 %                 |
|            | Lintrup                             | 1093           | 879             | 2                 | 82                      | 10 %                    | 734                  | 90 %                 |
|            | Hjerting                            | 417            | 311             | -                 | 22                      | 7 %                     | 275                  | 93 %                 |
|            | Rödding (Rødding)                   | 1783           | 1236            | -                 | 121                     | 11 %                    | 951                  | 89 %                 |
|            | Hügum (Hygum)                       | 1569           | 1131            | 3                 | 45                      | 4 %                     | 1027                 | 96 %                 |
|            | Fohl (Fole)                         | 498            | 369             | -                 | 12                      | 3 %                     | 336                  | 97 %                 |
|            | Gramm (Gram)                        | 2327           | 1669            | 5                 | 72                      | 5 %                     | 1479                 | 95 %                 |
|            | Osterlinnet (Øster Lindet)          | 882            | 597             | 7                 | 25                      | 4 %                     | 536                  | 94 %                 |
|            | Toftlund                            | 1714           | 1224            | 2                 | 200                     | 19 %                    | 836                  | 81 %                 |
|            | Tieslund (Tirslund)                 | 526            | 381             | -                 | 10                      | 3 %                     | 339                  | 97 %                 |
|            | Beftoft (Bevtoft)                   | 1221           | 757             | 11                | 24                      | 3 %                     | 694                  | 95 %                 |
|            | Aggerschau (Agerskov)               | 2043           | 1270            | 4                 | 37                      | 3 %                     | 1124                 | 96 %                 |
|            | Branderup                           | 717            | 500             | -                 | 34                      | 7 %                     | 423                  | 93 %                 |
|            | Arrild                              | 758            | 510             | 1                 | 72                      | 16 %                    | 382                  | 84 %                 |
|            | Hoirup 2 / Arnum (Højrup 2 / Arnum) | 735            | 604             | 4                 | 103                     | 21 %                    | 393                  | 79 %                 |
|            | Spandet                             | 558            | 440             | 7                 | 21                      | 5 %                     | 375                  | 93 %                 |
|            | Roagger (Roager)                    | 621            | 479             | -                 | 18                      | 4 %                     | 433                  | 96 %                 |
|            | Hvidding (Hviding)                  | 676            | 449             | 12                | 70                      | 16 %                    | 347                  | 81 %                 |
|            | Reisby (Rejsby)                     | 464            | 351             | 14                | 5                       | 1 %                     | 320                  | 94 %                 |
|            | Wodder (Vodder)                     | 958            | 554             | 2                 | 31                      | 6 %                     | 481                  | 94 %                 |
|            | Bröns (Brøns)                       | 848            | 577             | 2                 | 28                      | 5 %                     | 511                  | 94 %                 |
|            | Scherrebek (Skærbæk)                | 1909           | 1256            | 10                | 164                     | 14 %                    | 980                  | 85 %                 |

#### Tondern-Nord
| Kirchspiel | Kirchspiel                            | Einwohner 1910 | Wahlberechtigte | ungültige Stimmen | Stimmen für Deutschland | Stimmen für Deutschland | Stimmen für Dänemark | Stimmen für Dänemark |
| Kirchspiel | Kirchspiel                            | Einwohner 1910 | Wahlberechtigte | ungültige Stimmen | Stimmen                 | Prozent                 | Stimmen              | Prozent              |
| ---------- | ------------------------------------- | -------------- | --------------- | ----------------- | ----------------------- | ----------------------- | -------------------- | -------------------- |
|            | Tondern (Tønder)                      | 4954           | 3667            | 44                | 2504                    | 76 %                    | 761                  | 23 %                 |
|            | Röm (Rømø)                            | 802            | 677             | -                 | 92                      | 15 %                    | 514                  | 85 %                 |
|            | Ballum                                | 1050           | 781             | -                 | 30                      | 4 %                     | 708                  | 96 %                 |
|            | Randrup (Randerup)                    | 227            | 153             | 3                 | 8                       | 6 %                     | 130                  | 92 %                 |
|            | Schads (Skast)                        | 281            | 195             | 2                 | 3                       | 2 %                     | 176                  | 97 %                 |
|            | Jerpstedt (Hjerpsted)                 | 264            | 168             | -                 | 20                      | 13 %                    | 136                  | 87 %                 |
|            | Emmerleff (Emmerlev)                  | 1089           | 707             | -                 | 89                      | 14 %                    | 563                  | 86 %                 |
|            | Brede                                 | 1484           | 1015            | 6                 | 138                     | 15 %                    | 794                  | 85 %                 |
|            | Döstrup (Døstrup)                     | 942            | 607             | -                 | 28                      | 5 %                     | 536                  | 95 %                 |
|            | Medolden (Mjolden)                    | 362            | 260             | -                 | 7                       | 3 %                     | 227                  | 97 %                 |
|            | Wiesby (Visby)                        | 690            | 481             | -                 | 48                      | 10 %                    | 415                  | 90 %                 |
|            | Dahler (Daler)                        | 720            | 446             | 1                 | 68                      | 16 %                    | 344                  | 83 %                 |
|            | Mögeltondern (Møgeltønder)            | 1319           | 903             | 2                 | 113                     | 14 %                    | 712                  | 86 %                 |
|            | Lügumkloster (Løgumkloster)           | 1597           | 1153            | 3                 | 516                     | 49 %                    | 542                  | 51 %                 |
|            | Lügumkloster-Land (Løgumkloster Land) | 518            | 307             | -                 | 53                      | 18 %                    | 234                  | 72 %                 |
|            | Norderlügum (Nørre Løgum)             | 1052           | 699             | 13                | 227                     | 38 %                    | 363                  | 60 %                 |
|            | Abel (Abild)                          | 1020           | 684             | 1                 | 219                     | 35 %                    | 402                  | 65 %                 |
|            | Hoist (Højst)                         | 860            | 547             | 5                 | 203                     | 41 %                    | 282                  | 58 %                 |
|            | Hoyer (Højer)                         | 1249           | 876             | -                 | 581                     | 73 %                    | 219                  | 27 %                 |
|            | Hoyer-Land (Højer Land)               | 386            | 232             | -                 | 119                     | 62 %                    | 74                   | 38 %                 |
|            | Uberg (Ubjerg)                        | 442            | 279             | 2                 | 215                     | 83 %                    | 43                   | 17 %                 |
|            | Tondern-Land (Tønder Land)            | 402            | 255             | -                 | 73                      | 32 %                    | 154                  | 68 %                 |
|            | Rapstedt (Ravsted)                    | 1095           | 656             | -                 | 236                     | 40 %                    | 354                  | 60 %                 |
|            | Hostrup                               | 936            | 625             | -                 | 285                     | 49 %                    | 299                  | 51 %                 |
|            | Buhrkall (Burkal)                     | 1571           | 1009            | -                 | 422                     | 49 %                    | 445                  | 51 %                 |
|            | Bülderup (Bylderup)                   | 997            | 612             | 4                 | 204                     | 37 %                    | 348                  | 63 %                 |
|            | Tingleff (Tinglev)                    | 1893           | 1134            | 4                 | 582                     | 56 %                    | 448                  | 43 %                 |

#### Apenrade
| Kirchspiel | Kirchspiel                                 | Einwohner 1910 | Wahlberechtigte | ungültige Stimmen | Stimmen für Deutschland | Stimmen für Deutschland | Stimmen für Dänemark | Stimmen für Dänemark |
| Kirchspiel | Kirchspiel                                 | Einwohner 1910 | Wahlberechtigte | ungültige Stimmen | Stimmen                 | Prozent                 | Stimmen              | Prozent              |
| ---------- | ------------------------------------------ | -------------- | --------------- | ----------------- | ----------------------- | ----------------------- | -------------------- | -------------------- |
|            | Apenrade (Aabenraa)                        | 7769           | 5700            | 65                | 2725                    | 54 %                    | 2224                 | 44 %                 |
|            | Bedstedt (Bedsted)                         | 603            | 422             | -                 | 91                      | 25 %                    | 268                  | 75 %                 |
|            | Hellewatt (Hellevad)                       | 967            | 572             | -                 | 166                     | 32 %                    | 355                  | 68 %                 |
|            | Eckwatt (Egvad)                            | 784            | 416             | -                 | 31                      | 8 %                     | 348                  | 92 %                 |
|            | Osterlügum (Øster Løgum)                   | 1762           | 1140            | 3                 | 181                     | 17 %                    | 869                  | 83 %                 |
|            | Loit (Løjt)                                | 2575           | 1674            | 3                 | 353                     | 24 %                    | 1119                 | 76 %                 |
|            | Ries (Rise)                                | 1901           | 1272            | 5                 | 401                     | 35 %                    | 736                  | 64 %                 |
|            | Jordkirch (Hjordkær)                       | 1161           | 723             | -                 | 154                     | 23 %                    | 510                  | 77 %                 |
|            | Biolderup (Bjolderup)                      | 1526           | 961             | 5                 | 212                     | 25 %                    | 639                  | 75 %                 |
|            | Uk (Uge)                                   | 697            | 376             | -                 | 165                     | 49 %                    | 174                  | 51 %                 |
|            | Enstedt (Ensted)                           | 1282           | 782             | 3                 | 143                     | 21 %                    | 551                  | 79 %                 |
|            | Feldstedt (Felsted)                        | 2150           | 1353            | 7                 | 106                     | 9 %                     | 1108                 | 91 %                 |
|            | Warnitz (Varnæs)                           | 1688           | 960             | -                 | 56                      | 6 %                     | 815                  | 96 %                 |
|            | Atzbüll-Gravenstein (Adsbøl-Gråsten)       | 2014           | 1278            | 2                 | 437                     | 38 %                    | 720                  | 62 %                 |
|            | Rinkenis (Rinkenæs)                        | 1428           | 990             | -                 | 283                     | 33 %                    | 582                  | 67 %                 |
|            | Quars (Kværs)                              | 993            | 591             | -                 | 103                     | 19 %                    | 426                  | 81 %                 |
|            | Klipleff (Kliplev)                         | 1760           | 1061            | 4                 | 187                     | 20 %                    | 748                  | 80 %                 |
|            | Holebüll (Kr. Apenrade) / (ganz)1 (Holbøl) | 1320 / 1602    | 735 / 947       | -                 | 227 / 279               | 33 / 32 %               | 452 / 598            | 67 / 68 %            |
|            | Forstbezirk Apenrade (Aabenraa)            | 31             | 19              | -                 | 9                       | 50 %                    | 9                    | 50 %                 |

Fußnoten
1 Zum Kirchspiel Holebüll zählte auch die Gemeinde Hönschnap des Kreises Flensburg-Land.

#### Sonderburg
| Kirchspiel | Kirchspiel                   | Einwohner 1910 | Wahlberechtigte | ungültige Stimmen | Stimmen für Deutschland | Stimmen für Deutschland | Stimmen für Dänemark | Stimmen für Dänemark |
| Kirchspiel | Kirchspiel                   | Einwohner 1910 | Wahlberechtigte | ungültige Stimmen | Stimmen                 | Prozent                 | Stimmen              | Prozent              |
| ---------- | ---------------------------- | -------------- | --------------- | ----------------- | ----------------------- | ----------------------- | -------------------- | -------------------- |
|            | Sonderburg (Sønderborg)      | 10042          | 5302            | 60                | 2601                    | 55 %                    | 2029                 | 43 %                 |
|            | Ulderup (Ullerup)            | 2219           | 1436            | -                 | 129                     | 9 %                     | 1218                 | 91 %                 |
|            | Satrup (Sottrup)             | 1456           | 967             | 4                 | 103                     | 11 %                    | 795                  | 88 %                 |
|            | Nübel (Nybøl)                | 783            | 512             | 3                 | 34                      | 7 %                     | 442                  | 92 %                 |
|            | Düppel (Dybbøl)              | 1144           | 659             | -                 | 57                      | 9 %                     | 562                  | 91 %                 |
|            | Broacker (Broager)           | 5154           | 3307            | 16                | 667                     | 22 %                    | 2323                 | 77 %                 |
|            | Ulkebüll (Ulkebøl)           | 2542           | 1403            | 13                | 210                     | 16 %                    | 1085                 | 83 %                 |
|            | Hörup (Hørup)                | 1410           | 852             | 3                 | 64                      | 8 %                     | 730                  | 92 %                 |
|            | Kekenis (Kegnæs)             | 983            | 657             | 3                 | 16                      | 3 %                     | 593                  | 97 %                 |
|            | Lysabbel (Lysabild)          | 1718           | 1063            | 14                | 97                      | 10 %                    | 869                  | 89 %                 |
|            | Tandslet                     | 1189           | 795             | 6                 | 65                      | 9 %                     | 659                  | 90 %                 |
|            | Augustenburg (Augustenborg)  | 1016           | 533             | 1                 | 236                     | 48 %                    | 256                  | 52 %                 |
|            | Ketting                      | 831            | 513             | 6                 | 86                      | 18 %                    | 391                  | 81 %                 |
|            | Atzerballig (Asserballe)     | 833            | 568             | -                 | 25                      | 5 %                     | 500                  | 95 %                 |
|            | Nottmark (Notmark)           | 1251           | 794             | -                 | 40                      | 5 %                     | 702                  | 95 %                 |
|            | Eken (Egen)                  | 1830           | 1178            | 6                 | 58                      | 5 %                     | 1041                 | 94 %                 |
|            | Schwenstrup (Svenstrup)      | 1171           | 710             | 3                 | 32                      | 5 %                     | 652                  | 95 %                 |
|            | Hagenberg (Havnbjerg)        | 983            | 612             | 1                 | 72                      | 13 %                    | 477                  | 87 %                 |
|            | Oxbüll (Oksbøl)              | 1116           | 750             | 1                 | 105                     | 15 %                    | 614                  | 85 %                 |
|            | Norburg (Nordborg)           | 1159           | 929             | 1                 | 327                     | 39 %                    | 520                  | 61 %                 |
|            | Norburg-Land (Nordborg Land) | 1182           | 753             | -                 | 68                      | 10 %                    | 642                  | 90 %                 |

#### Flensburg-Nord
| Kirchspiel | Kirchspiel                                       | Einwohner 1910 | Wahlberechtigte | ungültige Stimmen | Stimmen für Deutschland | Stimmen für Deutschland | Stimmen für Dänemark | Stimmen für Dänemark |
| Kirchspiel | Kirchspiel                                       | Einwohner 1910 | Wahlberechtigte | ungültige Stimmen | Stimmen                 | Prozent                 | Stimmen              | Prozent              |
| ---------- | ------------------------------------------------ | -------------- | --------------- | ----------------- | ----------------------- | ----------------------- | -------------------- | -------------------- |
|            | Bau (1. Zone) / (Gesamt)1 (Bov)                  | 1707 / 2453    | 951 / 1438      | 3 / n. a.         | 390 / 702               | 43 / 52 %               | 507 / 635            | 56 / 47 %            |
|            | Gemeinde Fröslee (1. Zone) / (Gesamt)2 (Frøslev) | 450            | 268 / 288       | -                 | 106 / 118               | 42 / 43 %               | 149 / 157            | 58 / 57 %            |
|            | Gemeinde Hönschnap 3 (Hønsnap)                   | 282            | 212             | -                 | 52                      | 26 %                    | 146                  | 74 %                 |

Fußnoten
1 Die Abstimmungsgrenze zwischen der 1. und 2. Zone zerschnitt die Gemeinden Bau und Krusau und damit das Kirchspiel Bau, von dem somit Gemeinden und Gemeindeteile in Zone 1 und Zone 2 abstimmten. Daher wird beim Kirchspiel Bau sowohl das Ergebnis der Zone 1 als auch das Kirchspielgesamtergebnis angegeben. Die Teile dieser beiden Gemeinden stimmten als eigene Abstimmungsbezirke in der 2. Zone mit, wurden bei der Festlegung der Grenze jedoch Dänemark zugesprochen, obwohl sie sämtlich deutsche Mehrheiten aufwiesen. 

2 Die Gemeinde Fröslee wurde durch die Abstimmungsgrenze geteilt. Fröslee gehörte zum Kirchspiel Handewitt, dessen Großteil sich in der 2. Zone befand. 

3 Die Gemeinde Hönschnap gehörte politisch zum Landkreis Flensburg-Land, aber kirchlich zum Kirchspiel Holebüll, dessen Großteil zum Landkreis Apenrade gehörte.

### Zone II

#### Flensburg-Süd
| Kirchspiel | Kirchspiel                              | Einwohner 1910 | Wahlberechtigte | ungültige Stimmen | Stimmen für Deutschland | Stimmen für Deutschland | Stimmen für Dänemark | Stimmen für Dänemark |
| Kirchspiel | Kirchspiel                              | Einwohner 1910 | Wahlberechtigte | ungültige Stimmen | Stimmen                 | Prozent                 | Stimmen              | Prozent              |
| ---------- | --------------------------------------- | -------------- | --------------- | ----------------- | ----------------------- | ----------------------- | -------------------- | -------------------- |
|            | Bau (2. Zone) / (Gesamt) (Bov)          | n. a. / 2453   | 487 / 1438      | n. a.             | 312 / 702               | 71 / 52 %               | 128 / 635            | 29 / 47 %            |
|            | Handewitt (2. Zone) / (Gesamt) (Hanved) | 3908 / 4358    | 2259 / 2527     | n. a.             | 1419 / 1525             | 71 / 68 %               | 582 / 731            | 29 / 32 %            |
|            | Wallsbüll (Valsbøl)                     | 549            | 420             | n. a.             | 313                     | 78 %                    | 90                   | 22 %                 |
|            | Nordhackstedt1 (Nørre Haksted)          | 1260           | 870             | n. a.             | 733                     | 90 %                    | 77                   | 10 %                 |
|            | Wiehe (Store Vi)                        | 1319           | 908             | n. a.             | 769                     | 91 %                    | 77                   | 9 %                  |
|            | Oeversee (Store Vi)                     | 1515           | 1001            | n. a.             | 788                     | 84 %                    | 148                  | 16 %                 |
|            | Adelby2                                 | 1336           | 801             | n. a.             | 615                     | 85 %                    | 107                  | 15 %                 |
|            | Munkbrarup                              | 1633           | 1076            | n. a.             | 900                     | 90 %                    | 100                  | 10 %                 |
|            | Glücksburg (Lyksborg)                   | 1638           | 1000            | n. a.             | 820                     | 90 %                    | 95                   | 10 %                 |
|            | Gemeindeteil Stieglund3 (Stiglund)      | n. a.          | 20              | n. a.             | 19                      | 95 %                    | 1                    | 5 %                  |

Fußnoten
1 Nordhackstedt wird von Karl Alnor als Norderhackstedt angegeben.

2 Zum Kirchspiel Adelby gehörten auch die Bezirke 10 und 11 der Stadt Flensburg, die in der Aufstellung Karl Alnors bei der Stadt Flensburg aufgeführt sind.

3 Stieglund war Teil der Gemeinde Jörl.

#### Stadt Flensburg
| Kirchspiel | Kirchspiel            | Einwohner 1910 | Wahlberechtigte | ungültige Stimmen | Stimmen für Deutschland | Stimmen für Deutschland | Stimmen für Dänemark | Stimmen für Dänemark |
| Kirchspiel | Kirchspiel            | Einwohner 1910 | Wahlberechtigte | ungültige Stimmen | Stimmen                 | Prozent                 | Stimmen              | Prozent              |
| ---------- | --------------------- | -------------- | --------------- | ----------------- | ----------------------- | ----------------------- | -------------------- | -------------------- |
|            | Flensburg (Flensborg) | 60922          | 39688           | n. a.             | 27081                   | 75,2 %                  | 8944                 | 24,8 %               |

#### Tondern-Süd
| Kirchspiel | Kirchspiel                                       | Einwohner 1910 | Wahlberechtigte | ungültige Stimmen | Stimmen für Deutschland | Stimmen für Deutschland | Stimmen für Dänemark | Stimmen für Dänemark |
| Kirchspiel | Kirchspiel                                       | Einwohner 1910 | Wahlberechtigte | ungültige Stimmen | Stimmen                 | Prozent                 | Stimmen              | Prozent              |
| ---------- | ------------------------------------------------ | -------------- | --------------- | ----------------- | ----------------------- | ----------------------- | -------------------- | -------------------- |
|            | Medelby                                          | 1302           | 802             | n. a.             | 551                     | 75,3 %                  | 181                  | 24,7 %               |
|            | Ladelund                                         | 822            | 661             | n. a.             | 457                     | 76 %                    | 142                  | 24 %                 |
|            | Süderlügum (Sønder Løgum)                        | 886            | 620             | n. a.             | 480                     | 83 %                    | 95                   | 17 %                 |
|            | Humptrup (Humtrup)                               | 536            | 361             | n. a.             | 253                     | 78 %                    | 72                   | 22 %                 |
|            | Braderup (Brarup)                                | 714            | 465             | n. a.             | 357                     | 87,5 %                  | 51                   | 12,5 %               |
|            | Karlum                                           | 445            | 322             | n. a.             | 254                     | 89 %                    | 32                   | 11 %                 |
|            | Klixbüll (Klægsbøl)                              | 747            | 547             | n. a.             | 455                     | 90 %                    | 52                   | 10 %                 |
|            | Leck (Læk)                                       | 3030           | 2272            | n. a.             | 1845                    | 88 %                    | 241                  | 12 %                 |
|            | Enge                                             | 983            | 710             | n. a.             | 612                     | 93 %                    | 47                   | 7 %                  |
|            | Stedesand                                        | 563            | 434             | n. a.             | 398                     | 99 %                    | 4                    | 1 %                  |
|            | Aventoft                                         | 482            | 357             | n. a.             | 271                     | 84 %                    | 50                   | 16 %                 |
|            | Rodenäs (Rødenæs)                                | 488            | 347             | n. a.             | 250                     | 85 %                    | 45                   | 15 %                 |
|            | Neukirchen (Nykirke)                             | 845            | 603             | n. a.             | 504                     | 94 %                    | 31                   | 6 %                  |
|            | Klanxbüll (Klangsbøl)                            | 248            | 175             | n. a.             | 153                     | 100 %                   | 0                    | 0 %                  |
|            | Horsbüll (Horsbøl)                               | 413            | 276             | n. a.             | 240                     | 95 %                    | 12                   | 5 %                  |
|            | Emmelsbüll (Embsbøl)                             | 792            | 565             | n. a.             | 512                     | 97 %                    | 14                   | 3 %                  |
|            | Niebüll (Nibøl)                                  | 2038           | 1611            | n. a.             | 1302                    | 96 %                    | 49                   | 4 %                  |
|            | Deezbüll (Dedsbøl)                               | 3171           | 503             | n. a.             | 430                     | 97 %                    | 12                   | 3 %                  |
|            | Risum                                            | 813            | 608             | n. a.             | 557                     | 99 %                    | 6                    | 1 %                  |
|            | Lindholm                                         | 1049           | 816             | n. a.             | 780                     | 97 %                    | 19                   | 3 %                  |
|            | Dagebüll (Dagebøl)                               | 515            | 382             | n. a.             | 338                     | 97 %                    | 12                   | 3 %                  |
|            | Galmsbüll (Galmsbøl)                             | 643            | 443             | n. a.             | 392                     | 98 %                    | 8                    | 2 %                  |
|            | Fahretoft (Fartoft)                              | 766            | 581             | n. a.             | 528                     | 99 %                    | 5                    | 1 %                  |
|            | Westerland (Vesterland)                          | 2455           | 1501            | n. a.             | 1217                    | 90 %                    | 132                  | 10 %                 |
|            | Keitum (Kejtum)                                  | 1959           | 1506            | n. a.             | 1232                    | 90 %                    | 137                  | 10 %                 |
|            | Morsum                                           | 473            | 418             | n. a.             | 267                     | 75 %                    | 87                   | 25 %                 |
|            | St. Johannis-Föhr2 (Sankt Johannes Sogn (Før))   | 1722           | 1060            | n. a.             | 662                     | 70 %                    | 289                  | 30 %                 |
|            | St. Nikolai-Föhr (Sankt Nicolai Sogn (Før))      | 2648           | 1515            | n. a.             | 1113                    | 82 %                    | 251                  | 18 %                 |
|            | St. Laurentii-Föhr3 (Sankt Laurentii Sogn (Før)) | 1163           | 723             | n. a.             | 440                     | 67 %                    | 219                  | 33 %                 |
|            | Amrum                                            | 973            | 602             | n. a.             | 483                     | 86 %                    | 81                   | 14 %                 |

Fußnoten
1 Fehlerhafte Angabe. Wahrscheinlich waren es 617 oder 717 Einwohner.

2 Goting war eine der drei Gemeinden auf Föhr, die mehrheitlich für Dänemark stimmten. Bei 124 Einwohnern und 68 Wahlberechtigten stimmten 29 für Deutschland und 34 für Dänemark. Sie lag im Kirchspiel St. Johannis-Föhr.

3 Zwei der drei Gemeinden, die in der Zone 2 für Dänemark stimmten, lagen im Kirchspiel St. Laurentii-Föhr. Das war erstens die Gemeinde Hedehusum mit 49 Einwohnern. Von 29 Wahlberechtigten stimmten 11 für Deutschland und 16 für Dänemark. Zweitens war es die Gemeinde Utersum (von Karl Alnor als Uetersum bezeichnet) mit 136 Einwohnern. Von 91 Wahlberechtigten stimmten 33 für Deutschland und 41 für Dänemark.

#### Husum (Teil)
| Gemeinde1 | Gemeinde1              | Einwohner 1910 | Wahlberechtigte | ungültige Stimmen | Stimmen für Deutschland | Stimmen für Deutschland | Stimmen für Dänemark | Stimmen für Dänemark |
| Gemeinde1 | Gemeinde1              | Einwohner 1910 | Wahlberechtigte | ungültige Stimmen | Stimmen                 | Prozent                 | Stimmen              | Prozent              |
| --------- | ---------------------- | -------------- | --------------- | ----------------- | ----------------------- | ----------------------- | -------------------- | -------------------- |
|           | Goldebek (Goldebæk)    | 221            | 120             | n. a.             | 93                      | 83 %                    | 19                   | 17 %                 |
|           | Goldelund              | 274            | 196             | n. a.             | 149                     | 95 %                    | 8                    | 5 %                  |
|           | Joldelund (Hjoldelund) | 388            | 273             | n. a.             | 211                     | 84 %                    | 40                   | 16 %                 |
|           | Löwenstedt (Lyngsted)  | 260            | 189             | n. a.             | 166                     | 95 %                    | 8                    | 5 %                  |
|           | Ostenau (Østenå)       | 65             | 57              | n. a.             | 53                      | 100 %                   | 0                    | 0 %                  |

Fußnoten
1 Da keine Kirchspiele angegeben sind, werden hier die 5 Gemeinden angegeben, in denen abgestimmt wurde.